# Luís de Almeida Portugal, 3.º Conde de Avintes
Luís de Almeida Portugal, 3.º conde de Avintes, (1669 - 10 de abril de 1730), filho de António de Almeida Portugal, 2.º conde de Avintes, e de sua esposa D. Maria Antónia de Bourbon.
Foi gentil-homem da Câmara do Infante D. Francisco, Duque de Beja e seu estribeiro-mor. Comendador de Santa Maria de Lamas, e de São Martinho de Lardosa, na Ordem de Cristo.
Casou com sua prima D. Joana Antónia de Lima, morta em 17 de abril de 1730, filha do 10.º visconde de Vila Nova de Cerveira.
Descendentes:
1. D. António (morto novo).
2. D. Maria Antónia de Borbon, religiosa em Santa Clara de Lisboa.
3. D. Sebastiana de Noronha, religiosa em Santa Clara de Lisboa.
4. D. Madalena de Borbon (17 de março de 1716-?) casada com Gonçalo Tomás Peixoto da Silva.
5. D. Luís, morto novo.
6. D. Vitória de Borbon, freira em Santa Clara de Lisboa.
7. D. Henrique, morto novo.
8. D. José de Almeida (1721-1725).
9. D. Catarina de Borbon, casada com António Veríssimo Pereira de Lacerda.
10. D. Teresa Isabel de Borbon (1724-?), freira em Santa Marta.
11. D. Francisco de Almeida (1726-?), cónego na Patriarcal.
12. D. Isabel de Borbon (10 de novembro de 1727-?), casada com Gregório Ferreira de Eça, Senhor da casa dos Cavaleiros.
13. D. Pedro de Almeida 1729-cedo morto.
14. D. Antónia Rita de Borbon  (1732-?), casada com Manoel Pedro da Silva da Fonseca de Alcáçova, da família dos Pereiras.
15. o primogénito, D. António de Almeida Soares e Portugal, nascido em 4 de novembro de 1699 ou em 1.º de maio de 1701-1761, na Bahia) 4.º Conde de Avintes, 1.º Conde do Lavradio e 1.º Marquês do Lavradio.